# Monument de Filopap
El monument a Filopap (en grec modern: Μνημείο Φιλοπάππου, Mnimio Filopappu) és un mausoleu construit entre els anys 114 i 119 dC a la ciutat d'Atenes. Està dedicat a Filopap, cònsol i magistrat honorari a Atenes i net i últim descendent conegut d'Antioc IV, l'ultim rei de la regió anatòlica de Commagena, regne incorporat a l'Imperi Romà. Es tracta d'un monument grecoromà amb importants influències orientals, procedents de Commagena. El monument a Filopap no ha estat excavat, simplement ha romàs sobre el turó en el que va ser construït en el segle ii, i es troba força malmés. Per la seva ubicació és un dels monuments que defineixen la ciutat d'Atenes.

## Història
El rei Antioc IV fou l'últim sobirà de Commagena perque a principis del segle i la regió es convertí definitivament en província romana per decisió de l'emperador Vespasià. Al deposat rei se li concedí la ciutadania romana i s'establí a Roma. El seu net Filopap era arcont a Atenes i cònsol a Roma. Filopap era un home de cultura grega, pregava als déus hel·lenics, tenia aficció per la cultura i literatura grega i participava activament de la vida cívica atenenca. La seva forta hel·lenització es devia especialment a la influència de la seva mare, Clàudia Capitolina, filla d’un alt funcionari de l’imperi. Per part de pare va heretar la consciència de descendir d’un regne hel·lenístic però amb fortes influències perses. Morí abans de fer 50 anys, entre els anys 114 i 116 dC, i li fou atorgat l'honor excepcional d'un gran enterrament públic en l'aleshores nomenat turó del temple de les muses (Mouseion) dintre les muralles de la ciutat, un lloc prominent que pot ser vist des de l'Acròpoli i àrees circumdants. El mausoleu va alterar el paisatge de la ciutat, alhora que va crear un monument no vist en cap altre lloc del món romà que exaltava la polifacètica identitat de Filopap.
La construcció del mausoleu s'ha de veure en el context del comportament de l'aristocràcia romana, que durant el final de la República i l'Imperi va entrar en la dinàmica competitiva d'invertir grans sumes de diners en la construcció de monuments de dimensions gegantines i multiplicitat de símbols arquitectònics, amb la finalitat de satisfer les seves necessitats d’autoengrandiment.
Malgrat les dimensions i emplaçament del monument, aquest va deixar poc rastre escrit a l'antiguitat. L'únic testimoni de l'antiguitat que escriu sobre el mausoleu fou l'historiador i viatger Paisànies (115-180 dC), que en la seva obra Descripció de Grècia comenta simplement que el monument era "la tomba d'un siri". No fou fins al segle XV en el que el viatger Quirze d'Ancona ve descriure el monument en detall i en copià les inscripcions en llatí i grec, permeten que en l'actualitat es conegui bé l’estat del monument en aquella època.

## Descripció
El mausoleu està fet íntegrament de marbre pentèlic, el mateix tipus que es va usar prèviament en la construcció del Partenó. Actualment, el que en resta dempeus és només una part de l'obra original. Avui en dia es conserven les restes de l'estructura, amb una part de la façana dempeus. La forma de la planta del podi era quasi les d'un quadrat, mesurant 9,11 per 9,65 metres. La superestructura contenia la façana del monument, que es conserva parcialment, així com una cambra mortuòria totalment desapareguda, la qual allotjaria un sarcòfag. D'acord amb les reconstruccions dutes a terme, aquesta cambra mesuraria 3 per 3,4 metres, i donada l'estructura simètrica de l'edifici, hauria tingut l'entrada en el centre de la part posterior de l'estructura. La part posterior estaria dotada d'una façana secundària, probablement amb pilastres i coronada per un frontó.
La façana està força malmesa; tota la part lateral dreta (des del punt de vista de l'observador) ha desaparegut, així com també la cúspide de l'estructura. La façana estava dividida en tres nivells. El primer es troba decorat amb relleus i té una alçària de 3,51 metres; en el segon s'allotgen dues capelles amb una estàtua en cadascuna, i té una alçària de 6,5 metres, i del tercer, que contenía el frontó, es desconeix l'alçària exacta.

### Els relleus
Els relleus es troben en el primer nivell. La part central mostra Filopap, vestit amb túnica i toga, conduint una quàdriga. La ma esquerra sosté un ceptre, mentre que la dreta està aixecada. D'acord amb el dibuix fet a l'antiguitat per Quirze d'Ancona en el segle xv, al voltant del seu cap hauria hagut una corona radiant, amb raigs solars sortint del seu cap.
Cal ressaltar que la quadriga conté una petita figura pertanyent a Hèracles dintre d'un templet o naiskos. En la part posterior de la quadriga hi ha una figura seguint-la, mentre que les regnes dels cavalls estan subjectats per un mosso de quadra. Més a l'esquerra estan esculpits sis lictors, oficials públics encarregats d'escortar magistrats. Totes les figures han estat decapitades, o bé la seva cara ha estat trencada. Sembla que en la part dreta, ara desapareguda, hi haurien sis lictors més.
El relleu recorda el d'un arc commemoratiu romà, especialment l'arc de Titus. La posició de Titus sobre la quàdriga és molt semblant a la de Filopap, sostenint el mateix tipus d'objecte i fent els mateixos gestos. Fins i tot els cavalls tenen la mateixa posició. Es evident que el monument a Filopap imita aquesta escena de l'arc de Titus. Ara bé, també hi han diferències importants entre les dues representacions. En la de Filipap hi manquen tots els elements d'una processió triomfal, incloent la imatge de la victòria, els símbols bèl·lics i el botí de guerra, les quals si que hi són en l'arc de Titus.

### Les estàtues
De les tres estàtues originals ubicades en el segon nivell, només se'n conserven dues, la ubicada en la posició central, representant a Filopap, i la ubicada a la seva dreta, representant el seu avi, Antioc IV l'ultim rei de Commagena. Com en el cas dels relleus, les estàtues han estat fortament vandalitzades i han perdut la cara i la major part de les mans i peus.
L'estàtua que representa Filopap és característica per diverses raons. Es força diferent que la ubicada en el nivell inferior. Mostra un home sentat, amb el pit descobert, vestit només amb un himatió, peça de roba que penjava des de l'espatlla esquerra fins als turmells, envoltant l'esquena. Aquesta era una representació pròpia de figures gregues, heroiques i divines. Crida l'atenció que la representació de Filopap du sandàlies, com els déus grecs així representats, i no com quan la figura representava a un emperador, que anàva descalça.
Les pilastres als dos costats de l'estàtua de Filopap tenen inscripcions en llatí i grec. La pilastra de l'esquerra està en llatí, i conté el nom romà complet, així com la seva filiació, títols i càrrecs. Mostrava una llista de títols en els que fins i tot era capaç d'incloure el nom de l'emperador: C. Julius C.f. Fab(ia) Antiochus Philopappus, cos, frater arvalis, allectus intrer praetorios ab imp(eratore) Caesare Nerva Traiano Optumo Augusto Germanico Dacico. La pilastra de l'esquerra, amb un text molt més breu, només proporciona el seu nom grec, títol i llinatge reial. Basileus Antiochos Philopappus Basileos Epiphanous tou Antiochou, que es tradueix com Rei Antioc Filopap, fill del rei Epifanes, fill d'Antioc Antioc fa referència a Antioc IV, el darrer rei, mentre que el fill i el net, encara que la inscripció els otorgui el títol de rei, no ho foren.
La figura lateral, pertanyent a Antioc IV, seu en una cadira curul, símbol del poder romà, i està vestida amb una toga, amb una actitud pròpia d'un autèntic magistrat romà. Sembla que la figura de l'altre costat, actualment desapareguda però identificada per una inscripció registrada per Quirze d'Ancona, correspon a Seleuc I Nicàtor, fundador i primer rei de l'Imperi Selèucida, distant antecessor de Filopap.

## Interpretació

### L'origen de les influències orientals
Les conquestes asiàtiques per part d'Alexandre el Gran, i el posterior domini d’aquestes terres a través de la fundació de nombroses ciutats per part dels reis grecs selèucides i ptolemeus, van provocar que aquestes regions i especialment els estrats socials alts rebessin una forta hel·lenització, una influència cultural grega. Però l'intercanvi cultural també es produí en sentit invers, i la cultura i les elits gregues adoptaren algunes formes culturals perses. Entre aquestes influències estava el culte al rei, culte que posteriorment es va traspassar a l'emperador quan Romà passà a controlar els territoris dels reis selèucides i ptolemeus.
Commagena era un regne hel·lenistic localitzat en el curs alt del riu Eufrates, entre la península anatòlica, el Llevant i les rutes al pròxim orient. Allà s’hi construïren diversos monuments com el túmul reial de Nemrud Dagi, fent ús d’un llenguatge visual que es caracteritzà per integrar elements grecs i perses. De fet, Antíoc I de Commagena, constructor de Nemrud Dagi, es reivindicava descendent tant d'Alexandre el Gran com de l'emperador persa Darios el Gran. Adicionalment, es referia a si mateix com amic dels grecs i amic dels romans. La plasmació artística d'aquestes idees a Commagena ha estat qualificada per alguns experts com "rimbombant", "frívola" i "grotesca".

### El cas del mausoleu de Filopap
De la mateixa manera que ho havien fet el seus avantpassats, Filopap és representat amb vàries identitats, cadascuna reflectida amb uns recursos artístics distintius. El conjunt mostra les diverses identitats que es va construir Filopap. En el primer nivell, la representació d'un sobirà amb una corona radiant era pròpia de Commagena,, així com la figura d'Hèracles a la quàdriga. Aquesta identitat de rei de Commagena es podria veure reforçada per la ubicació del mausoleu en un turó, com també es feu així el sanctuari reial de Nemrud Dagi, construit pels seus avantpassats a Commagena. La resta d'elements del nivell és de clara influència romana. El segón nivell també mostra la identitat greco-romana, tant per l'estil de les estàtues com per les inscripcions en llatí i greg de les pilastres. En aquest nivell s'afegeix la de rei macedoni.
Tot aquest conjunt d'indentitats intersolapades fa que actualment l'opinió més representativa del programa cultural de l'obra és que "el fet que Filopap es representi a si mateix com a cònsol romà, arcont grec, rei de Commagena i fins i tot un déu en el mateix monument mostra que la identitat és una construcció més que una realitat fixa".
El propòsit de l'obra era construir mostrar les diverses identitats de Filopap, i en aquest sentit l’erecció del monument es feia amb la intenció de servir com a tanca publicitària ben grossa, i no la de la construcció d'una obra d'art.

## Imatges

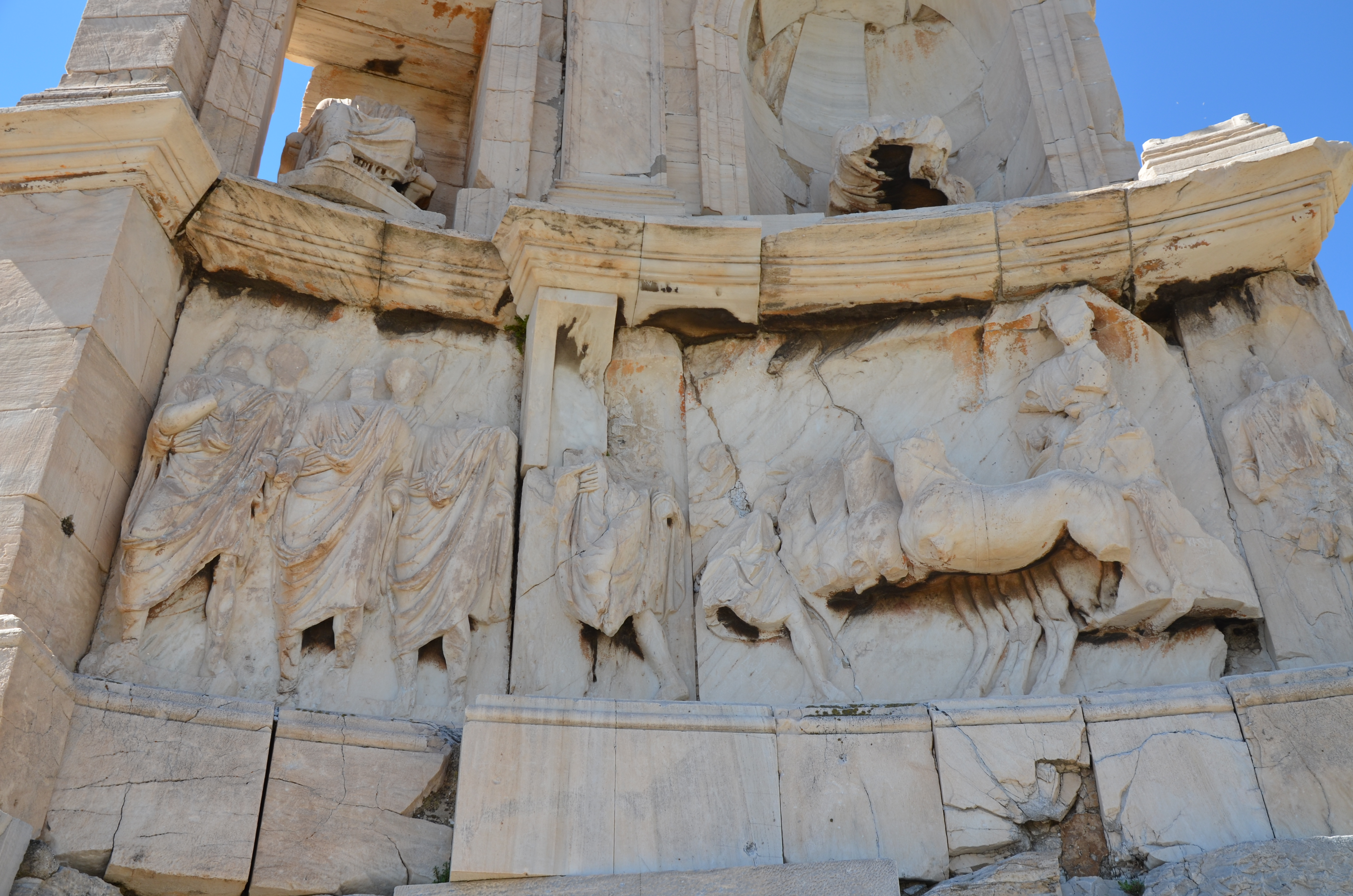
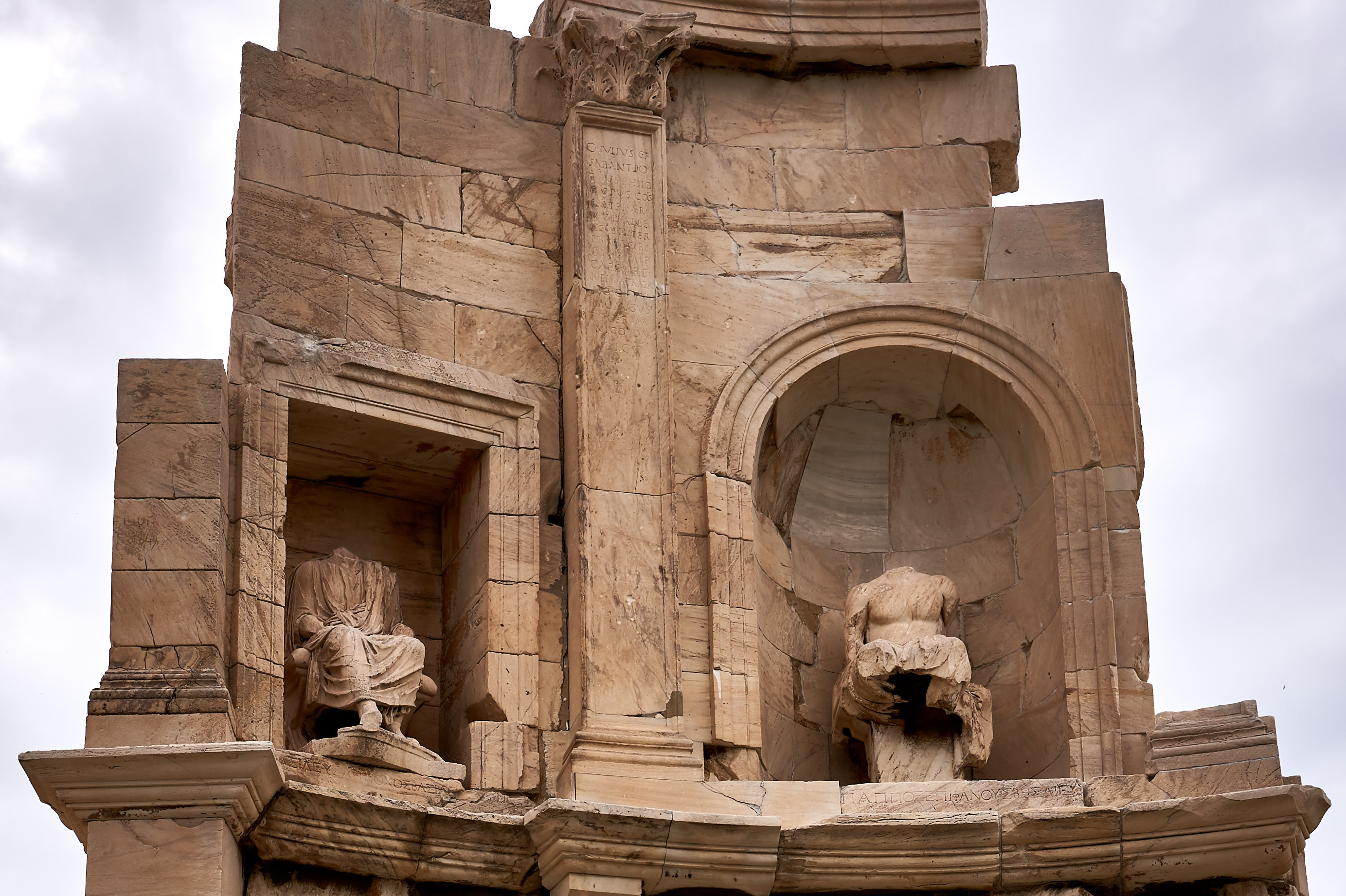
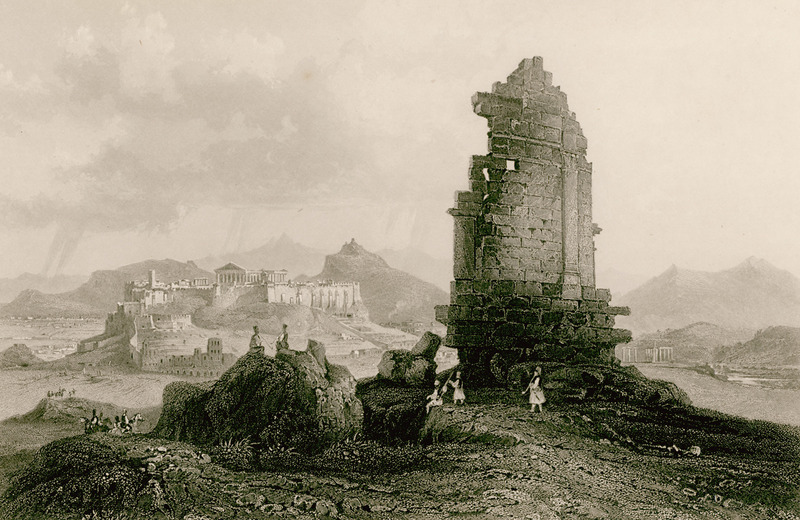
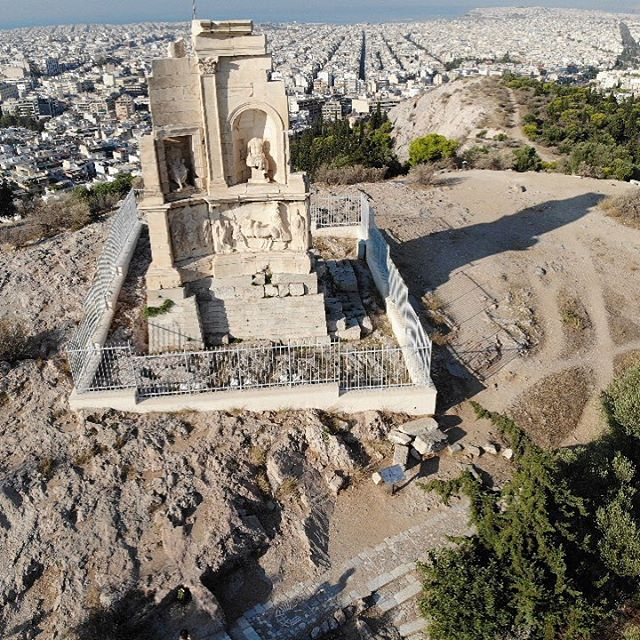
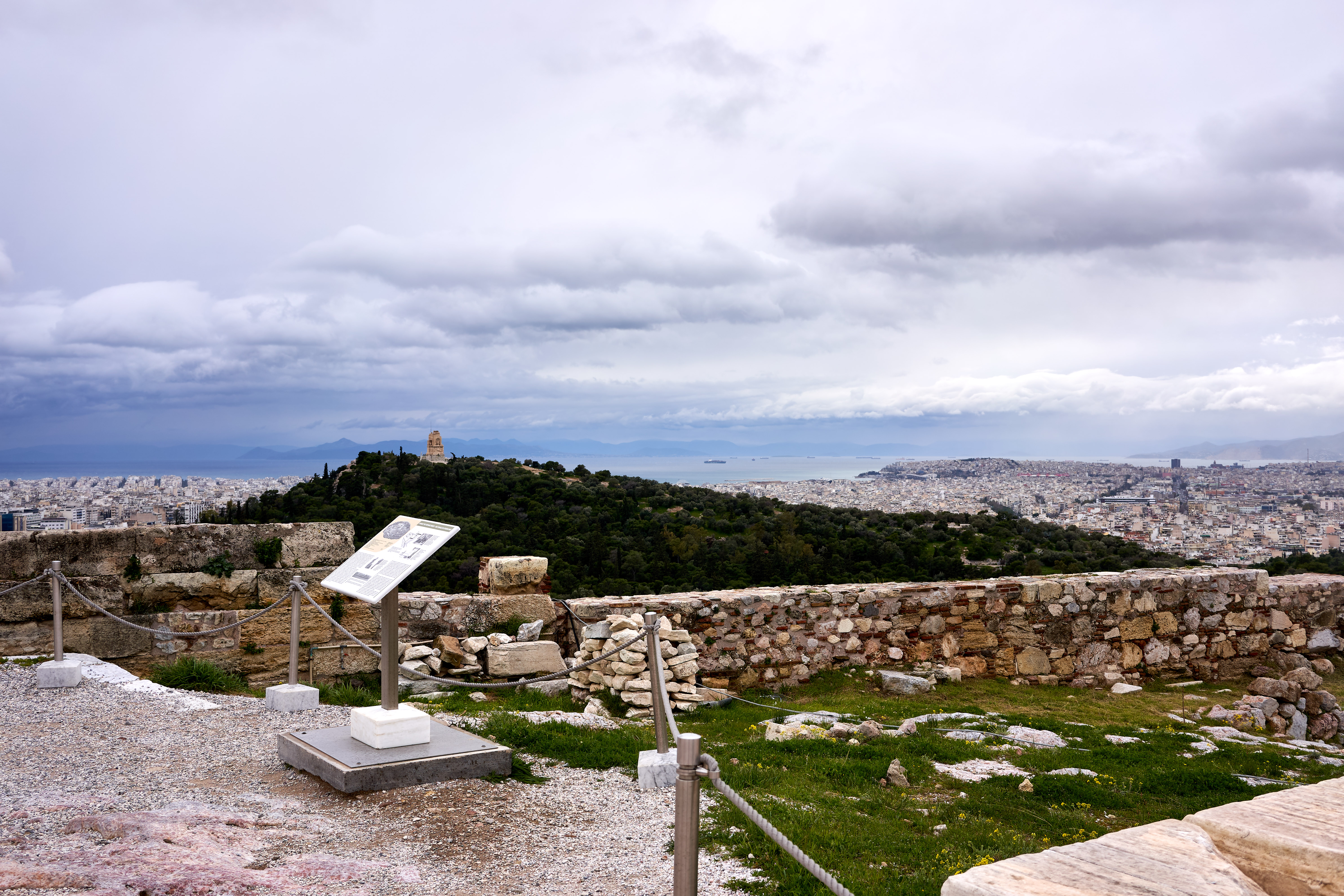